# Philibertia religiosa
Philibertia religiosa är en oleanderväxtart som beskrevs av Goyder. Philibertia religiosa ingår i släktet Philibertia och familjen oleanderväxter. Inga underarter finns listade i Catalogue of Life.